# ケナン・バイリッチ
ケナン・バイリッチ（Kenan Bajrić 、1994年12月20日 - ）は、スロベニア・リュブリャナ出身のサッカー選手。パフォス所属。ポジションは、ディフェンダー（センターバック）。

## タイトル
オリンピア・リュブリャナ
- スロベニア・プルヴァリーガ: 2015-16[2]

スロヴァン・ブラチスラヴァ
- スロバキア・スーペルリーガ: 2018-19, 2019-20, 2020-21[2]
- スロバキア・カップ: 2017-18, 2019-20, 2020-21[2]